# Tomáš Zohorna
Tomáš Zohorna (* 3. Oktober 1988 in Havlíčkův Brod, Tschechoslowakei) ist ein tschechischer Eishockeyspieler, der seit 2022 erneut beim HC Pardubice aus der tschechischen Extraliga unter Vertrag steht. Seine Brüder Hynek und Radim sind ebenfalls tschechische Nationalspieler.

## Karriere
Tomáš Zohorna verbrachte seine Juniorenzeit in der Nachwuchsabteilung seines Stammklubs HC Pardubice. Nachdem er 2005 bester Vorbereiter der tschechischen U18-Liga gewesen war, wechselte er nach Kanada. Dort verbrachte er zwei Jahre bei den Voltigeurs de Drummondville, die ihn beim CHL Import Draft 2005 in der ersten Runde an Position 23 gezogen hatten, in der Ligue de hockey junior majeur du Québec. Anschließend kehrte er nach Pardubice zurück, wo er für den HC in der tschechischen Extraliga spielte. 2010 und 2012 wurde er mit seinem Stammverein tschechischer Meister. Zwischenzeitlich war er immer mal wieder an unterklassige Vereine verliehen worden. 2015 wechselte Zohorna in die Kontinentale Hockey-Liga, wo er knapp sechs Jahre bei Amur Chabarowsk auf dem Eis stand. Im Januar 2021 ging er wieder nach Pardubice und beendete dort die Saison. Nachdem er die Saison 2021/22 beim IK Oskarshamn in der Svenska Hockeyligan verbracht hatte, kehrte er wiederum zum HC Pardubice zurück, bei dem er seither spielt.

### International
Für sein Heimatland bestritt Zohorna im Juniorenbereich zwar vereinzelt Länderspiele, wurde aber nicht bei Junioren-Weltmeisterschaften eingesetzt.
Sein Turnierdebüt in der tschechischen Eishockeynationalmannschaft gab Zohorna im Alter von 27 Jahren bei der Weltmeisterschaft 2016. Auch bei den Weltmeisterschaften 2017, 2019 und 2021 stand er abermals im Aufgebot. Dabei verpasste er 2019 nur knapp eine Medaille, als das Spiel um Platz drei gegen Russland mit 2:3 verloren ging. Zudem vertrat er seine Farben bei den Olympischen Winterspielen in Pyeongchang 2018 und in Peking 2022.

## Erfolge und Auszeichnungen
- 2005 Bester Vorbereiter der U18-Extraliga
- 2010 Tschechischer Meister mit dem HC Pardubice
- 2012 Tschechischer Meister mit dem HC Pardubice
- 2024 Tschechischer Vizemeister mit dem HC Pardubice